# Bersama acutidens
Bersama acutidens är en tvåhjärtbladig växtart som beskrevs av Friedrich Welwitsch och William Philip Hiern. Bersama acutidens ingår i släktet Bersama och familjen Melianthaceae. Inga underarter finns listade i Catalogue of Life.